# Barry (Barry Manilow)
Barry è un album del cantante statunitense Barry Manilow, pubblicato il 19 novembre 1980.

## Descrizione
L'album, pubblicato dalla Arista, è prodotto da Ron Dante e lo stesso interprete, che partecipa alla stesura di 7 brani.
Dal disco vengono tratti i singoli Bermuda Triangle, I Made It Through the Rain e Lonely Together.

## Tracce

### Lato A
1. Lonely Together
2. Bermuda Triangle
3. I Made It Through the Rain
4. Twenty Four Hours a Day
5. Dance Away

### Lato B
1. Life Will Go On
2. Only in Chicago
3. The Last Duet (duetto con Lily Tomlin)
4. London
5. We Still Have Time (dalla colonna sonora del film Tribute)